# Pinguela
Pinguela, właśc. João Paulo de Oliveira (ur. 24 czerwca 1928 w Ponte Nova, zm. 10 maja 2006) – brazylijski piłkarz, występujący na pozycji obrońcy.

## Kariera klubowa
Pinguela występował w klubie Ponte Nova, Bangu AC, Fluminense FC, Vitórii Salvador, EC Bahia, Náutico Recife, Itabunie i Treze Campina Grande.

## Kariera reprezentacyjna
W reprezentacji Brazylii Pinguela zadebiutował 15 września 1957 w przegranym 0-1 meczu z reprezentacją Chile, którego stawką było Copa Bernardo O’Higgins 1957. Drugi i ostatni raz w reprezentacji wystąpił 18 września 1957 w zremisowanym 1-1 meczu z reprezentacją Chile.